# Austin Powder
Die Austin Powder Company (kurz Austin Powder) produziert seit 1833 Sprengstoffe, ist einer der ältesten Sprengstoffhersteller und verfügt weltweit über Betriebsstätten.
Im Juni 2003 übernahm Austin Powder die Betriebsstätte in St. Lambrecht vom Sprengstoffproduzenten Dynamit Nobel. In St. Lambrecht wurde bereits im Jahr 1873 der erste industrielle Sprengstoff erzeugt. An diesem obersteirischen Standort erfolgte 2010 die Errichtung einer Produktionsanlage zur Herstellung von Emulsionssprengstoffen. Bei einem möglichen maximalen Durchsatz von etwa 100 Kilogramm Sprengstoff pro Minute werden im Zweischichtbetrieb rund 14.000 Tonnen Emulsionssprengstoff pro Jahr erzeugt. Daneben bietet das Unternehmen sprengtechnische Dienstleistungen an. Die Kunden kommen aus der Steinbruch-, Bergbau-, Bau-, Tunnelbau und Seismikindustrie.